# Abu Dhabi Golfkampioenschap 2007
Het Abu Dhabi Golfkampioenschap van 2007 werd gespeeld van 18 tot 21 januari. Het prijzengeld was € 1.556.541, waarvan de winnaar € 257.877 kreeg.
Titelverdediger was de Amerikaan Chris DiMarco. 
Phillip Archer begon met een ronde van 63 en ging daarmee aan de leding. Voor ronde 2 scoorde hij echter 75. Winnaar was Paul Casey, dit was zijn 8ste overwinning op de Europese Tour.
Er deden 120 spelers mee. Robert-Jan Derksen eindigde nummer T9, Maarten Lafeber als nummer T41.

## Top-10
| Nr | Speler                | R1 | R2 | R3 | R4 | Totaal | Totaal | Prijzengeld |
| -- | --------------------- | -- | -- | -- | -- | ------ | ------ | ----------- |
| 1  | Paul Casey            | 71 | 68 | 67 | 65 | 271    | -17    | € 257,877   |
| T2 | Peter Hanson          | 70 | 68 | 66 | 68 | 272    | -16    | € 134.389   |
| T2 | Miguel Ángel Jiménez  | 71 | 65 | 68 | 68 | 272    | -16    | € 134.389   |
| 4  | Chris DiMarco         | 69 | 70 | 68 | 66 | 273    | -15    | € 77.364    |
| T5 | Retief Goosen         | 66 | 72 | 68 | 68 | 274    | -14    | € 55.392    |
| T5 | Pádraig Harrington    | 68 | 67 | 68 | 71 | 274    | -14    | € 55,392    |
| T5 | Jean-François Lucquin | 70 | 69 | 67 | 68 | 274    | -14    | € 55.392    |
| 8  | Henrik Stenson        | 66 | 72 | 70 | 67 | 275    | -13    | € 38.682    |
| T9 | Robert-Jan Derksen    | 70 | 69 | 69 | 68 | 276    | -12    | € 32.802    |
| T9 | Phillip Price         | 69 | 65 | 71 | 71 | 276    | -12    | € 32.802    |

2006 · 2007 · 2008 · 2009 · 2010 · 2011 · 2012 · 2013 · 2014